# リトアニア王国 (1918年)

リトアニア王国
Lietuvos Karalystė (リトアニア語)
Königreich Litauen (ドイツ語)

リトアニア王国の位置

リトアニア王国（リトアニアおうこく、リトアニア語: Lietuvos Karalystė）は、1918年に存在した短命な立憲君主制国家である。

## 概要
第一次世界大戦末期、それまでドイツ帝国占領下にあったリトアニアに建国された。1918年2月16日、リトアニア評議会（タリーバ）はリトアニアの独立を宣言、ドイツは同年3月23日に独立を承認した。
ドイツはドイツ皇帝ヴィルヘルム2世をリトアニアの君主とし、リトアニアとプロイセンを人的同君連合によって結びつけようとした。しかしカトリック教徒の多いリトアニアは、カトリックに好意的なドイツ人を君主に迎えるべきとして、人的同君連合計画を阻止しようとした。1918年7月4日、リトアニア評議会はドイツ人貴族、ウラッハ公ヴィルヘルム2世への王位の提供を議決した。しかしドイツ政府はこれを認めなかった。
ウラッハ公ヴィルヘルム2世は1918年7月13日、この申し出を受けミンダウガス2世に名を変えた。
ドイツの第一次世界大戦敗戦が決定的になると、リトアニア評議会は1918年11月2日、国王選挙を無効とした。そして憲法を改定して共和制に改めた。これによりミンダウガス2世の短い治世は終わった。